# プロジェクトTD
プロジェクトTDとは、『スーパーロボット大戦シリーズ』に登場する架空の外宇宙探査船開発計画である。

## 概要
ディバイン・クルセイダーズ（DC）によって立案された宇宙船開発計画、および同計画に基づいて開発されたアーマードモジュール（AM）の総称。DCの企図は外宇宙探査用の中型宇宙船開発であったが、スポンサーであるイスルギ重工の圧力で武装が施されることになる。
『第2次α』では物語開始時点で既に解散している。『OG』シリーズではDC壊滅後、一時的に計画が中断。戦後はイスルギ重工の後援の下、北米のヒューストン基地にて計画が再開されたが、ノイエDCの襲撃を受けたことがきっかけで開発拠点を移され、以降の計画はテスラ・ライヒ研究所で進められている。
シリーズに共通する特徴として、複数のテスラ・ドライブを同時に稼動させることで機動力や速力を極限まで追求している点が挙げられる。そのため、普通のパイロットでは乗りこなせない非常にピーキーな機体となっている。
開発された機体はシリーズ77と呼ばれている。名称の由来は七夕から。
計画名の「TD」とはテスラ・ドライブもしくはTerrestrial Dreamの略。後者は直訳すると「地球の夢」の意味になる。

### マニューバー
OG / α……シリーズ77の機体で用いられる戦闘機動であり、武装名ではないのでブースト・ドライブやグラビコン・システムを装備していれば理論上はリオンやビルトファルケンでも可能。ちなみに、マニューバ(maneuver)とは敵に対して有利な位置取りをするための“移動”のこと。マニューバーは難易度によってクラス分けがされており、スレイは物語登場当初からSクラスマニューバーまで実行できるのに対し、アイビスは当初はAクラスマニューバーも実行できなかった。
Aクラス マニューバー
RaMVs (Rapid acceleration Mobility break Volley shoot)
読みは「ランブス」。日本語訳は「加速制御応用の急加速突撃、ならびに攻撃対象への一斉射撃による空間戦術」。アステリオンの必殺技。
ブレイク・ターン
ブレイクとは空戦機動の一種で、回避時の急旋回。プロジェクトTDの機体は高速で切り返し分身しているように見せる。アルテリオン、ベガリオン、ハイペリオンで使用。
Sクラス マニューバー
GRaMDs(Gravicon(Gravity-control) Rapid acceleration Mobility break Direct shoot)
読みは「グランディス」。日本語訳は「重力加速制御応用の急加速突撃、ならびに攻撃対象への直接射撃による空間戦術」。アステリオンAXの必殺技。
GRaMXs(Gravicon(Gravity-control) Rapid acceleration Mobility break Cross(X) shoot)
読みは「グランエクス」。日本語訳： 重力加速制御応用の急加速突撃、ならびに攻撃対象との交差射撃による空間戦術。アルテリオン、ハイペリオンの必殺技。

## 開発スタッフ
本プロジェクトにはテストパイロットして4名存在したが、ナンバー02と03はDC壊滅に伴う計画が一時中断になった後の消息は不明。

### アイビス・ダグラス
声優：渡辺明乃
『第2次スーパーロボット大戦α』から登場。女性。5月27日生まれ。血液型はAB型。上がりやすく人見知りするきらいがあるものの、大変な努力家で一途な熱血娘。プロジェクトTDでの席次はナンバー04。機体のパーソナルカラーが白銀であることとパイロットとしての技量がスレイに比べ格段に劣り、撃墜された時の様が流星のように落下することを皮肉られ、銀の流星と呼ばれている。しかし技術や席次に固執するスレイが忘れている「夢」を持ち続けていることから、開発コードαの正式なパイロットに選ばれる。
『第2次α』では前人未踏のSランクマニューバー「GRaMXs」に挑戦するが失敗して大事故を起こし、瀕死の重傷を負う。治療やリハビリなどの苦しみに耐えて身体は全快するものの、心に負った恐怖とそれに起因する自信喪失を克服することが出来ず、逃げるようにDCを去っている。『第2次α』物語開始時まではツグミと共に運び屋稼業に従事していた。かつての勝気な性格は影を潜め、投げやりでヒステリックになり、スレイからは負け犬と罵られる始末であった。しかしイルイや仲間との交流を経て、再び自らの夢を叶えるために立ち上がり、GRaMXsを成功させる。この場面では、弱い己と決別し自身の力で勝ちたいという願いからクストースの助けを拒絶し、実力でスレイから勝利を勝ち得た。その後はツグミ、スレイを叱咤するほど成長し、ハイペリオンのキャプテンと認められるまでになる。最後はガンエデンに操られたイルイを救うためにガンエデンとの戦いに挑むが、力を使い果たしたイルイと死別することになった（ただし『第3次α』ではイルイは生きていたことになっている）。その後、仲間達に見送られてハイペリオンで外宇宙に旅立ち、マクロス船団と合流した。
『第3次α』では序盤、スレイを逃がす形で行方不明になっていたが、イルイに導かれてαナンバーズと合流、彼女を守るために再び戦いに身を投じる。イルイと再会した時は、自分を頼らずに1人で何もかもを背負い込もうとするイルイに泣きながら怒っていた。
『OG2』では『第2次α』の開始時点より過去に相当する、プロジェクトTDの訓練時代から始まるシナリオが描かれている。同じ白銀色の高機動機を操る縁でかマサキとの共闘が多く、初対面ながら抜群のコンビネーションを見せたことがある。仲間に対して強い信頼を寄せており、スレイがプロジェクトTDから離れ数度の交戦を経た後でも、同じ夢を目指しているからという理由で彼女が戻ってくることを確信しており、『第2次OG』では自身に挑んできたスレイと全力で戦った末に彼女を叱り和解し鋼龍戦隊に迎え入れた。
あまり幸福ではない出自だったらしく、自らが戦う理由を「誰かの自由や幸せのため」と何度も発言しており、それが奪われることを激しく嫌悪している。自身の言によればニューヨークのチェルシー出身。『α』『OG』両シリーズのニューヨークは旧西暦の時代に隕石の落下で壊滅状態となり、特に『OG』シリーズでは未だに復興されていないという設定である（『α』シリーズでは復興している）。『OGs』では「生きるためにDCに入り、適性を認められてプロジェクトTDに配属された」と発言しており、当初は戦う意味も見出せずに消極的な発言を取ることもあった。
プロジェクトTDでは操縦技術以外にも物理理論を含めアストロノーツとして一通りの高等教育を受けており、宇宙に関する教養は深い（セレーナはアイビス達を「かっ飛び娘」と思っていたらしい）。スイーツが大好きな甘党で、仕事の後に食すことが何よりの楽しみ。「ケーキのためなら何でもやるよ」との発言に対しツグミから「まるで犬と飼い主」と揶揄されるほど忠実な面を見せる。恋愛に関しては鈍感だが、それでもフィリオとツグミの関係には気付いていたようである。
『第2次α』中盤以降、イルイから渡されたペンダントを常に身に付けている。作中ではプロポーション（特に胸）のことを話題に挙げられることが多々あるが、公式イラスト等では均整のとれた体つきである。ドラマCD3巻でのリューネを相手にしたリンボーダンス対決では勝ったものの「勝っても嬉しくない」とぼやくこともあった。胸に関しては、他の女性キャラが全般的に巨乳であることが多く、彼女たちと比べて小さいというだけであり、決して胸が「無い」わけではない。なお、アイビスのカットインでは胸の代わりにイルイのペンダントが揺れる。『α』シリーズでの服装は本人の趣味ではなく、ツグミのコーディネイトによるもの。『OG』シリーズではスレイと同じく蝶をモチーフにしたTDパイロットの制服を『OG外伝』まで着用し、『第2次OG』より『α』シリーズ準拠になっている。また『OGs』以降、搭乗時にはヘッドセット、チューブ型ヘルメットと現実の宇宙服に近いデザインのパイロットスーツを使用する。ちなみにGRaMXsを実施している時のアイビスは、激しい機動から来る高いGに必死に耐えているため、「殿方には見せられない顔」（ツグミ談）になっているらしい。
乗機はリオン・タイプT、テスト用ガーリオン、カリオン、アステリオン、アステリオンAX（操縦、火器制御担当）、アルテリオン（操縦、火器制御担当）、ハイペリオン（操縦担当）。
名前の由来は英語で鳥のトキを意味するアイビスおよび、映画『ブラック・レイン』の主演マイケル・ダグラスより。
専用BGMは「流星、夜を切り裂いて」「流星、夜を切り裂いて Ver.H」（ハイペリオン）。

### ツグミ・タカクラ
［高倉つぐみ］
声優：長谷川知子
『第2次α』から登場。女性。プロジェクトTDのシステム開発チーフ兼ナビゲーター候補でアイビスの相棒的存在。フィリオとは恋人同士である。
精神的に成熟しており、公私の別をはっきりさせる性格。普段は世話好きながら時に冷酷な判断を下す。TD時代は本心を容易には見せず、同僚とも事務的に接していた。一方でインスペクターに捕らわれていたフィリオと再会した時や、ダイテツの死の際は涙を流しており、本性が冷徹というわけではない。
『第2次α』では逃げるようにDCを去ったアイビスのサポートに回り、影に日向に彼女を支える。『α』シリーズではフィリオの遺品である眼鏡を着けている。TDにおいて一通りの実技訓練を受けているため、『第3次α』では一時的にベガリオン、『OGs』ではガーリオンを操縦することもあった。
時系列的には『第2次α』の前になるエピソードを描かれた『OG2』では、当初はフィリオが入れ込んでいるアイビスに対し嫉妬も混じっていたのか、あまり良い感情を持っていなかった模様。しかしテスラ研脱出直後からアイビスを認めるようになり、彼女のサポートに徹する。序盤はアイビスから「チーフ」と呼ばれていたが、彼女のパートナーになると決めてからは名前で呼ぶように頼んでいる。この時点ではフィリオは存命中であるため裸眼。
フリル、リボン、レースなどを用いた可愛らしい服が好きで自作するほど。またフリフリの衣装で他人をドレスアップするのも好きで、アイビス、スレイともに何度か被害にあっている様子（『第2次α』ではイルイを、『第3次α』ではセレーナやゼオラをドレスアップしようとした）。アイビス曰く「食べたものがすべて胸にいく人」であるが、本人はそれを気にしている。また、そういったからかいに対して婉曲的な毒舌で返すことも度々。
名前の由来は映画『ブラック・レイン』の主演マイケル・ダグラスの相棒役だった高倉健および鳥の鶫から。
乗機はガーリオン、アステリオンAX（ナビゲート担当）、アルテリオン（ナビゲート担当）、ベガリオン、ハイペリオン（ナビゲート担当）。

### スレイ・プレスティ
声優：長沢美樹
『第2次α』から登場。プロジェクトTDでの席次はナンバー01。機体のパーソナルカラーである緋色と彗星のように飛び続ける姿から緋の彗星と呼ばれている。
「自分は兄（フィリオ）のために常にナンバー01でなければならない」という驕りにも似たプライドに固執し続けており、アイビスを常に見下している。普段の冷静な態度とは裏腹に重度のブラコンである。ノイエDCでの階級は少尉。
技量に優れ、特に宙間戦闘能力が高い。『OG』シリーズではDCからコロニー統合軍の親衛隊であるトロイエ隊へ転属という話もあった（プロジェクトの首席でいるために断っている）。当時トロイエ隊所属だったレオナとは模擬戦で対戦したことがあり、彼女をライバル視している。
『第2次α』では兄の遺したアルテリオンをアイビスに使われることを嫌い奪い返そうとするが、真の実力を発揮したアイビスに敗れて和解した。恋愛に関してはある意味アイビス以上に鈍感で、ツグミがわざと教えていなかったこともあるが、エンディングまでフィリオとツグミの関係に気付いていなかった。
『第3次α』では序盤、アイビスとツグミに逃がされる形で単身地球圏に帰還、宇宙でタフになったのかセレーナの心を開くバイプレイヤーとして活躍。ツグミがベガリオンの修理のために一時離脱した際は代わりにアルテリオンのナビゲート担当となった。ハイペリオンの戦闘アニメでGRaMXsを披露してCFの合体にこぎ着けるなど、相変わらず実力は高い。
セレーナに対して献身的な態度で接するエルマが可愛くてキスしたこともある。自分達が女所帯で男っ気が全くないことを気にしている模様。下戸で酒は飲めないが、高価なワインを眺めるために収集しているらしい。
『OG2』では本来の目的を見失っていることをフィリオに見抜かれており、白銀に塗られた（=アイビスのため用意された）アステリオンを見てプライドを傷つけられ出奔。ノイエDCを経てイスルギ重工に雇われている（『OGIN』ではテスラ研脱出後、レーツェルの計らいでクロガネに身を寄せ、後のテスラ研奪還作戦には独断で参加し、行方をくらました）。その後プロジェクトに戻りたいとも思っているが、素直になれずにいた。『第2次OG』ではイスルギ重工製のベガリオンのパイロットとして、アラセリ率いる傭兵部隊と共に機体のテスト運用を行っていたが、ミツコの命で鋼龍戦隊に合流、その際のアイビスとの決闘でわだかまりも解消される。
乗機はリオン・テストタイプ、カリオン、ベガリオン、アルテリオン（ナビゲート担当）、ハイペリオン（火器・テスラドライブ制御担当）。

### フィリオ・プレスティ
声優：上田燿司
初出は『第2次α』。『α』シリーズでは既に病没しており、『OG』シリーズでは『OG2』と『OG外伝』で存命時の姿が描かれる。テスラ・ライヒ研究所の研究者だったが、ビアンの志に惹かれDCに参加、プロジェクトTDを立ち上げる。一方でリオンシリーズの設計を行い、DCの戦力強化に貢献することとなった。DC戦争およびL5戦役後、プロジェクト解散の危機を首の皮一枚のところでイスルギ重工預かりとして存続されることとなる。アイビスの良き理解者であり、彼女の真っ直ぐな瞳を認めた最初の人。温和な人柄で交友関係は広かった模様。その一人であるエルザムとは幼馴染かつ親友で、エルザムの妻カトライアと並んで彼を「エル」と呼ぶ数少ない人物である。プログラマーとしての腕は一流で、ダイゼンガーのOSを僅か数秒で書き換えるという神業をみせたこともある。
常識人然とした人柄に反し実はアイドルマニアでもあり、フェアリオンの攻撃モーションパターンには彼の趣味が強く反映されている。ロバートと一緒に宴会芸で踊りを披露したこともあるという。

## シリーズ77
ウェンドロが言うにはプロジェクトTDには恒星間移動が可能つつ、純粋な戦闘用として開発された開発コード「Ω」が存在するらしいが詳細は不明。

### カリオン
プロジェクトTD所属パイロット用の練習機兼完成機「β」のプロトタイプ。
惑星間航行を想定し、2基のテスラ・ドライブを搭載（ツインテスラ・ドライブ）。それだけにパイロットには高い技量を求められる。
当初、プロジェクトTDの機体に武装を搭載する予定は無かったが、スポンサーであるイスルギ重工の圧力により、オプションとして搭載された（終戦後に取り外される予定）。
1号機はスレイ、4号機はアイビスが搭乗。2、3号機とそのパイロットも存在したようだが『OG2』開始時点でプロジェクトから離れている模様。形式番号の「YSF」が示すように、AMではなく宇宙戦闘機に分類される。これは後述のベガリオンも同様(フェアリオンを除くシリーズ77の機体はリオンシリーズの原点に回帰しているとみられる)。『OG2』では4号機はスレイとの戦闘で失われ、1号機はノイエDCに身を投じたスレイが敵機やスポット参戦のNPC機として使用。なお、GBA版では1マップのみNPCにもかかわらず反撃時の行動選択が可能（『OGs』では修正）。
『OGIN』では4号機はヴィガジがテスラ研を襲撃した際に撃墜されて失われている。1号機はアステリオンの登場後レーツェルの計らいでクロガネに収容されたが、テスラ研奪還作戦に参加後、スレイと共にクロガネを去っている。
『第2次OG』ではイスルギ重工が本機の運用データを基に、純粋な兵器としてサイリオンを開発している。
名前はりょうけん座の星「カラ」に由来。当初は「カラリオン」であったが、プリンタのカラリオと重複するため変更された。

### ベガリオン
カリオンの正式な発展系機体であり、プロジェクトTDが開発したシリーズ77完成機。開発コードは「β」。
カリオン同様ツインテスラ・ドライブを搭載し、アルテリオンに比べ最高速度と火力に勝る。スレイ専用機であることを想定して作られた（と思われる）ため、機体の塗装はスレイのパーソナルカラーである緋色になっている。
名前の由来は織姫「ベガ」から。
ゲーム中は分かり辛いが、アルテリオン(CF)と比較して6割増の全長と3倍近い重量を持ち、かなりの大型機である（ハイペリオンのリアルサイズ画を見ると分かり易い）。
劇中での活躍
第2次α / 第3次α
『第2次α』アイビス編第13話より登場。アイビスの前にたびたび立ちはだかるが、第37話で和解し仲間となる。MAPWのCTM-05プレアディスを持つが、『第3次α』では弱体化している。スレイ専用機であるが『第3次α』にて一度だけツグミが搭乗した。『第3次α』ではハイペリオンのマニューバーGRaMXsでベガリオンもGRaMXsを使用しているが、単体の武器としては使えない。
OGシリーズ
『OG2』エンディングにてフィリオの発言から「スレイの翼」として開発していたが、『第2次OG』ではイスルギ重工がプロジェクトTDの与り知らないところで勝手に製造している。

### アステリオン
カリオンのデータを元に作られたプロジェクトTD完成機「α」のプロトタイプ。開発コードは「αプロト」。ガーリオンをベースに宙間・空間における汎用性を追求した機体である。ツインテスラ・ドライブを搭載し、BFモードと称される高機動形態への簡易変形機構を持つ。
必殺技はAクラスのマニューバー「RaMVs」。その他、ガーリオンと類似した武装を持つ。
名前の由来はりょうけん座の星「アステリオン」から。
劇中での活躍
OG2 / OGs
テスラ研脱出時に輸送機に積み込まれており、スレイとの戦闘でカリオンを失ったアイビスに託される。初出撃ながらサイバスターとの連携戦闘を行い、シルベルヴィントを退ける活躍を見せた。カリオン（アイビス機）の改造度を引き継ぐ。
OGクロニクル
ガロイカとの戦闘で大破。これを機にアステリオンAXへと改修される。

### アステリオンAX
読み方は「アステリオンアクス」。アステリオンの改修機。ジェットエンジンを廃しすべての推進機関をテスラ・ドライブに積み替えたため機体強度に若干問題を残し、またパイロットの負担を減らすためコックピットは複座式になった。必殺技はGRaM系マニューバーの基本形「GRaMDs」。新型機セレクションのテスト役として参加した際、ODEシステムに乗っ取られたミロンガを撃墜すべくやむなくGRaMDsを使うが機体強度が保てず墜落。バルトール事件が終わった頃に修理が終わっている。アイビス自身の発言によると、この時点ではGRaMXsをマスターしていない。
初出のドラマCDではデザイン画は公開されていなかったが『OGs』のOG2.5シナリオで初めてその姿を現した。形状がアルテリオンに近づいている。

### アルテリオン
プロジェクトTDで開発されたシリーズ77完成機のひとつ。コードネームは「α」。アステリオンAXのデータを元に新規設計された。小型恒星間航行船の中核機として開発され、航続距離・稼働時間において従来のAMを遥かに凌駕する性能を持つ。また単独での大気圏突入も可能。『第2次α』当初はツグミの手でコードナンバーF-77Xによりテスラ・ドライブにリミッターがかけられており本来の性能は発揮されていなかったが、スレイとの戦いにおいてリミッターが解除され、アイビスが過去を振り切ったことでSクラスのマニューバー「GRaMXs」が使用可能になった。またリミッター解除後はガオガイガーとボルフォッグを同行しての大気圏離脱さえ可能としている。
両脇部にカリオン同様ツインテスラ・ドライブを搭載し、ベガリオンに比べ運動性能に勝る。外宇宙で起こるであろう様々な状況に対応するため、通常形態である航行形態（CF: Cruise Figure）から人型形態（DF: Doll Figure）への変形機構を持つ。CF形態時はT・ドットアレイで構成された長紡錘形の対物排除フィールドで覆われる。この際、大気等の濃密な流体中を航行する場合では屈折率の関係もあり光学監視機能が衰える。そのため頭頂部にペリスコープが設けられている。この部分には能動・受動光学センサー群が集中しており、フィールド外まで突き出たこれらが光学監視を補う。大気圏内の飛行では両肩の空力動翼も機体制御の一翼を担っている。腰部には、推進剤加速機能を割り振られた下肢テスラ・ドライブの誘導子として前後1対のベクタード・ノズルがあり、CF形態では推進を、DF時では重力下における浮揚を担当する。
敵性知的生命体との接触に備え、武装としてGアクセルドライバーと戦術統合ミサイル「CTM」シリーズを搭載するが、これらはあくまでオプションであり、航行を妨げないようエネルギーを消費しない実弾タイプのものが採用されている。
アステリオンAXに引き続きコックピットは複座式で、同乗するナビゲーターは戦闘や航行時の役割分担のみならず、平時における各種作業のオペレーションを担当する。
名前の由来は彦星「アルタイル」から。
武装
90mmGGキャノン
電磁加速式機関砲。GGはグラビティ・ガイダンスの略。バレリオンと同様、外側に構築された重力砲身により砲外弾道を短縮しており、砲身屈曲による誘導もあって高い命中精度を持つ。
CTM-02スピキュール
両腕部のミサイル・ランチ・システムより発射される小型ミサイル。一度に多数の敵を攻撃する。この両腕の部位は「プロジェクタイル・ハウス」とも呼ばれ、本来は宙間作業用拡張パーツ等をおさめたツールハウスの装着が想定されているが、現状ではCTMシリーズの発射システムを装着している。
ソニックセイバー
唯一の近接格闘用武装。ガーリオン等が持つソニック・ブレイカーの派生武器で、こちらは同じく電磁誘導加熱した金属粒子を刃状に固定して敵を切り裂く。
CTM-07プロミネンス
ミサイル・ランチ・システムより発射される中型ミサイル。
Gアクセルドライバー
両脇に装備された重力制御式加速砲。青い部分が砲身であり、T・ドットアレイを集束させる誘導子。発射時にはスライドして砲口が露出する。十全に機能した場合その射出速度は亜光速に達するが、砲身を使わず開放型ドットアレイを用いた場合、速度はそれよりも劣る。
劇中での活躍
第2次α / 第3次α
依頼者B・Rへ送り届けるよう依頼されたコンテナに積まれていた。ツインテスラ・ドライブにリミッターがかけられていたため、本来の性能を発揮するにはしばらくの時間を要することとなった。『第3次α』では一時期スレイがナビゲートを担当した。
OGシリーズ
『OG2』のエンディングにてフィリオの発言から完成が近いことが明かされている。『第2次OG』にてフィリオの死後完成し、運用テストやラ・ギアス事件を経て鋼龍戦隊に合流する。

### ハイペリオン
アルテリオンとベガリオンが合体した、プロジェクトTD完成機の最終形。コードネームは「HYPER77」。
テスラ・ドライブは2 × 2の4基搭載となり、十分な加速距離さえあれば理論上の最高速度は亜光速に達する。本来はCF形態で合体するが、ゲーム中ではDF形態で合体した。
プロジェクトTDの本来の目的は「小サイズの惑星間航行船の開発」であり、CFでの合体形態に居住モジュールなどを搭載するのが正しい運用法とされる。『α』シリーズでは超空間航行モジュールを取り付けることがツグミにより言明されている。
名前の由来はヒュペリーオーンと「ハイパーリオン」から。
劇中での活躍
第2次α / 第3次α
『第2次α』アイビス編37話で初登場。『第2次α』では豊富な武装と高い性能で「最強の主人公機」の呼び声も高い（火力は全主人公機の中で一番低い）が、寺田プロデューサーによると「序盤が辛いので意図的に強くしている」とのこと。『第3次α』ではアルテリオン帰還直前にベガリオンが大破、テスラ・ドライブ等一部パーツがASソレアレスをASアレグリアスへと強化改造する際に使用されたために戦線復帰が遅れ、しばらく合体できなかった。『第2次α』でのGRaMXsの締めは零距離一斉射撃だったが、『第3次α』ではGRaMXsの攻撃方法が変わり、分離して2体同時攻撃を仕掛けた後、CFに合体してソニックセイバーの体当たりを仕掛ける（それに伴い、『第2次α』で存在したアイビス・ツグミ・スレイの3人カットインがなくなった）。
OG2
ツグミやウェンドロの発言から存在が仄めかされているが、α・β共に未完成のため未登場。
第2次OG
途中より登場。本作のGRaMXsは第2次αと第3次αの折衷的なものとなっており分離して2体で連携攻撃を行うところは第3次αと一緒だが、最後は再合体の後、第2次α同様零距離一斉射撃を行う。

## 派生機
サイリオンについてはアーマードモジュール#サイリオンを参照。

### フェアリオン
リクセント公国の依頼と資金援助によりテスラ・ライヒ研究所で開発された小型AM。
リクセント公国観光局が、DC戦争の傷跡によるイメージダウンの回復を図るために戦後間もなく観光キャンペーンを企画、その一環で誕生した公国のイメージキャラクター「マジカルハートプリンセス　セント・リクセ」をモチーフとした観光式典用ロボットの制作をテスラ研に依頼した。しかし東京宣言後の世界情勢やノイエDCの蜂起による公国を取り巻く状況、そして国家元首であるシャイン・ハウゼン王女の意志により式典用機ではなく、地球連邦軍から派遣された公国親衛隊の旗機となりえるように開発コンセプトが変化した。ただし特別自治区であるリクセント公国は自らの意志で戦闘用機動兵器を開発することができず、テスラ研が進めるプロジェクトTDシリーズ77の亜種として開発されることとなった。こうした紆余曲折を経て「超音速の妖精」フェアリオンは完成した。
シャイン王女専用機であるタイプGと、彼女の友人で連邦軍特殊戦技教導隊所属のラトゥーニ・スゥボータ少尉専用機であるタイプSの2機が存在。「シリーズ77機の極限までの小型と軽量化」「防御の向上」「シャインのような一般人にも扱える容易さ」「2機による連携戦闘」をコンセプトとして設計された。自軍の人型機動兵器では最も小型である。
今後地球圏に起こりうる戦争を予期したジョナサン・カザハラ所長とフィリオ・プレスティによって、プロジェクトTDのノウハウが導入され高い戦闘力を持つ。シャイン王女の意向により、当初から王女自身とラトゥーニが専属パイロットとして指定されている。
アステリオンのテスト用機体フレームから8割近くの部品を流用している。プロジェクトTD機の心臓部とも言えるテスラ・ドライブはアステリオンの開発過程で作られた試作型を流用。これにタイプG、タイプS間での対T・ドットアレイ排斥用の調整と小型化等の改造を施して搭載している。これら肩部のテスラ・ドライブ2基に加え、リアスカート部にラムジェットエンジンと「ベクトロメナ」と呼ばれるテスラ・ドライブ改四肢駆動システムを搭載、合計で7基ものテスラ・ドライブを備える。これにより「フライバイフィールド、パワーバイフィールド」を実現している。極限までの軽量化が図られているため、アステリオンに追随する高い機動性・運動性を持つ。頭部デザインには逸話があり、開発者のジョナサンとフィリオとの間で「縦ロール」にするか「ツインテール」にするかで揉めたらしい。
セント・リクセの意匠を受け継いだ外装は、実戦を考慮したものではなく「公国旗機と搭乗者に相応しい装飾」となっているが、ハイパージャマーによる分身機能や対ミサイルジャマー、パイロット保護機能、小型化したエネルギーフィールド発生装置を搭載するなど、王族が乗るという前提があるために防御面が充実している。またラトゥーニの発言から、高速戦闘用機のためGキャンセラー類も充実していることが窺える。パイロットとしては素人の王女が高運動性の機体に搭乗できる所以である。
軍人ではないシャインが搭乗するタイプGは、グルンガストにも使用された脳波制御装置を搭載した専用のコックピットを備える。なお、2機のフェアリオンはリクセント公国の所有機体であるため、国外での使用には国家元首である王女の許可が必要となる。そのため、平時にはラトゥーニは教導隊で運用しているビルトラプター（後にビルトラプター・シュナーベルに改修）を使用する。
AMの中でも特に小型・軽量の機体であり、武器搭載量は自軍PT・AMの中でも最低クラスとなっている。
名前の由来は妖精「フェアリー」から。パイロット2名がゴスロリ風の服装であることや、機体自体のデザインもどこかゴスロリ風であることからゴスロリオンの通称がある。開発中、スタッフからもこの通称で呼ばれていた。
機体デザインやBGM、合体攻撃のアニメーションなどもそれらしく作られているなど、ある意味製作スタッフの悪ノリの結晶ともいえる機体。寺田P曰く、フェアリオンに関わるスタッフ（デザイナー、ライター、グラフィッカー、声優、造形師）はみんなノリノリで仕事をしてくれるとのこと。
武装
アサルトブレード
バースト・レールガン
状況に応じて装備する。機体のエネルギー容量が低い分、固有のバッテリーを備える武装が選ばれている模様。2種の詳細はガーリオンの項を参照。
ロール・キャノン
後頭部に4門設けられた自由口径砲。ゾル・オリハルコニウムの研究過程で生み出された新素材が用いられている。本来は対ミサイル用の防空兵装だが、能動的な運用が可能。配置や配色とあいまってさながら縦ロールのようである。
ボストーク・レーザー
肩部テスラ・ドライブ先端部に搭載された多連装レーザー砲。焦点制御を行うことにより大口径レーザーと同等の威力を期待できる。テスラ・ドライブより展開したT・ドットアレイによる終段補正機構により威力・命中率ともに優れる。防空用の散弾制御は未実装となっている。
ソニック・スウェイヤー
両腕に装備された打突用兵装。電磁誘導加熱した金属粒子を固定させ対象を切り裂く。ガーリオン系のソニック・ブレイカーに連なる兵装であり、ソニック・ドライバーはこれと両肩の誘導子を併用して行う戦法である。ただしソニック・ドライバーは慣性ゲインを高く取らざるを得ず大量の電力を消費するため、ガーリオン以上のジェネレーター出力を持つ当機でなければ使用は不可。パターンRHBにも使用。
必殺技
パターンRHB（ロイヤルハートブレイカー）
フェアリオン2機の連携による攻撃で、ゲーム中では合体攻撃として扱われる。
シャイン王女の予知に従ってラトゥーニがタイプG・S両機を一度に操作、ペアで舞い踊るような連携機動で敵を包囲・撹乱し、挟撃する。そのモーションはフィリオとジョナサンが二人でアイドルの振り付けを元に作成した（2人とも「ダンスのビデオを見ているうちに踊れるようになってしまった」らしい。このことをツグミから聞いたアイビスがショックを受ける幕間話がある）。
GBA版『OG2』では「水面に降り立つ2機」「片方が攻撃している間、もう片方がリズムに乗って踊る」「エネルギー波がハートマークを描く」など、作中でもひときわ異彩を放つ戦闘アニメーションであった。『OGs』ではさらに強化され、「アイドルグループの振り付けがモーションデータの元」という設定通り、アイドルのコンサートステージの如く（『第2次OG』では実際に背後に大型モニタが設置されたステージ上での攻撃となっている）イルミネーションが点滅し、スポットライトの下で踊りながら敵を攻撃、その後「顔を寄せ合ってから、フラッシュに囲まれて満面の笑みを振りまくドレス姿のラトゥーニとシャイン」のアニメーションが挿入され、2機が並んでブレイクフィールドを発生させ突撃するという演出がなされている。
『第2次OG』ではトドメ演出がさらに強化され、敵をブレイクフィールドでの突撃で虹の光跡を残しながら打ち上げて敵をステージに叩きつけ、ステージ上に2機が舞い降りてお辞儀をすると敵が爆散する。それと同時に、大歓声の中、無数のケミカルライト・スポットライトで照らされながら無数の紙吹雪が舞い散るという、アイドルコンサートのフィニッシュの如き演出が行われる。
デザイン
シャイン王女のタイプG（ゴールド）は赤・金、ラトゥーニのタイプS（シルバー）は青・紫のカラーリング。タイプGの赤い塗装はシャインの戦いへの覚悟の証（自他問わず血を流す覚悟）であるらしい。機体デザインはジョナサンとフィリオによって「それらしい外見」とされ、「ロール髪の少女」とはイルムの談。テスラ研脱出後にスレイは「金持ちの道楽」と馬鹿にしていた。
劇中での活躍
テスラ研がインスペクターに襲撃された際にパーツ状態のまま輸送機に積み込まれ、グルンガスト参式の1・2・3号機、αプロトであるアステリオンと共に脱出。その後、ノイエDCの南欧方面侵攻の橋頭堡となっているリクセント公国を奪還する際に王女の要請により組み上げられ、奪還作戦の要として後発別働隊にて初の実戦投入。その高機動力をもって陽動に乗った敵中を突破し、半ばぶっつけ本番でパターンRHBを敢行。アーチボルド率いるノイエDCの部隊にリクセントを放棄させることに成功している。その後は戦う覚悟を決めた王女と共にハガネ・ヒリュウ改に預けられ、インスペクター事件、アインストシリーズとの戦闘終結まで運用された。戦後はリクセント公国に返還されていたが、修羅軍侵攻の際に共に戦場へと舞い戻り、再び同隊に預けられる。『第2次OG』ではタイプGがシャイン共々ラ・ギアスに転移し、帰還後はラトゥーニのタイプSとセットで運用される。
『OGIN』『第2次OG』ではラトゥーニもシャインと同様の専用スーツを着用（『第2次OG』ではセリフ枠の顔写真は眼鏡と軍服のままだが、ソニック・ドライバー使用時などのカットインは専用スーツになっている）。またコックピットは立ち乗り式になっている。『OGIN』第10話で初登場した際は、専用BGM「Fairy Dang-Sing」が歌付きで流れた。
採用技術
W-I3NK（ウィンク）システム
互いの機体を遠隔操作することができるシステム。「Warfare Information Integrated Inter-Nurval and Kinetic」 の略。直訳すると「内部神経系と動力系を統括した戦闘情報」となる。基本的には戦闘経験がなく操縦技術の未熟なシャイン王女の腕を補うために付けられたものであり、王女の予知能力により敵の動きや攻撃を予測し、それを受けてラトゥーニが王女の機体を遠隔操作し操縦を補助する（脳波コントロールシステムもあるため、王女単独でも操縦自体は問題ない模様）。王女の特殊能力とラトゥーニの優れた技術がなければ成り立たないシステムで2人の連携が必須ではあるが、危険性の高いゲイム・システムよりも予知能力を最大限に生かせるシステムであるといえる。単機で使用する際のシングルモードと連携攻撃用のダブルモードが存在する。2人の台詞からラトゥーニがシングルモードを使用する際は王女の予知能力を、王女が使用する際はラトゥーニの遠隔操縦補助を相互利用している模様。
ベクトロメナ
フェアリオンに導入されている新方式の駆動システム。ジョナサンとフィリオによって考案された。四肢の「応力フリー・動力フリー」を開発コンセプトとしている。四肢駆動用に制御系が最適化された機能限定型テスラ・ドライブがスカート部分に5機配置されており、それらが発生するフィールドを用いて四肢を駆動させる。通常の機体では内側から機械的駆動装置を用い関節を駆動させるのに対し、外側から操り人形のようにフィールドで四肢を牽引し駆動させるものである。そのため四肢内部にはタキシング用を除く全ての在来アクチュエーターの類が組み込まれておらず、T・ドットアレイが超微小空間に対し各々作用し応力が抑制されるため補助桁も排除されているが、バレリオン等の本体構造にも適用されているドットアレイによる構造材の強化もあり駆動には問題ない。また本体フレームごと力場に浸されているためフィールドによる防御が付加されるという副次的効果により、式典用の外装ながら高い防御力を持つ。

### ゲーム
- αシリーズ
  - 第2次スーパーロボット大戦α
  - 第3次スーパーロボット大戦α 終焉の銀河へ
- OGシリーズ
  - スーパーロボット大戦ORIGINAL GENERATION2
  - スーパーロボット大戦OG ORIGINAL GENERATIONS
  - スーパーロボット大戦OG外伝
  - 第2次スーパーロボット大戦OG
  - スーパーロボット大戦OG ムーン・デュエラーズ

### 書籍
- バンプレスト『SUPER ROBOT WARS ORIGINAL GENERATION 2 OFFICIAL BOOK』2005年。（『OG2』購入特典）
- バンプレスト『Super Robot Wars OG ORIGINAL GENERATIONS Official Perfect File』2007年。（『OGS』購入特典）
- 『電撃スパロボ! Vol.4』メディアワークス、2006年。ISBN 978-4-8402-3529-7。
- 『スーパーロボット大戦OG−SECRET HANGAR-』ソフトバンククリエイティブ、2009年。ISBN 978-4-7973-5460-7。

### プラモデル
- コトブキヤ S.R.G-S-024 1/144 「YAM-008-2 アルテリオン」  2008年6月
- コトブキヤ S.R.G-S-033 1/144 「XAM-007S フェアリオン TYPE-S」  2009年5月
- コトブキヤ S.R.G-S-039 1/144 「XAM-007G フェアリオン TYPE-G」  2010年2月